# Розщеплення води

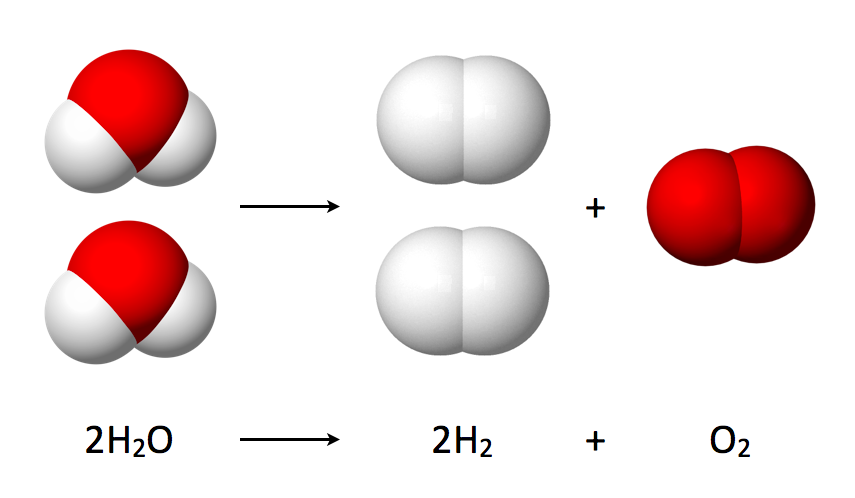
Схема хімічного рівняння Електроліз води, форма розщеплення води.

Розщеплення води — це хімічна реакція, під час якої вода розщеплюється на кисень і водень:
2 H2O → 2 H2 + O2
Ефективне та економічне розділення води було б технологічним проривом, який міг би стати основою водневої економіки на основі екологічно чистого водню. Варіант розщеплення води відбувається під час фотосинтезу, але водень не утворюється. Зворотне розщеплення води лежить в основі водневого паливного елемента.

## Електроліз

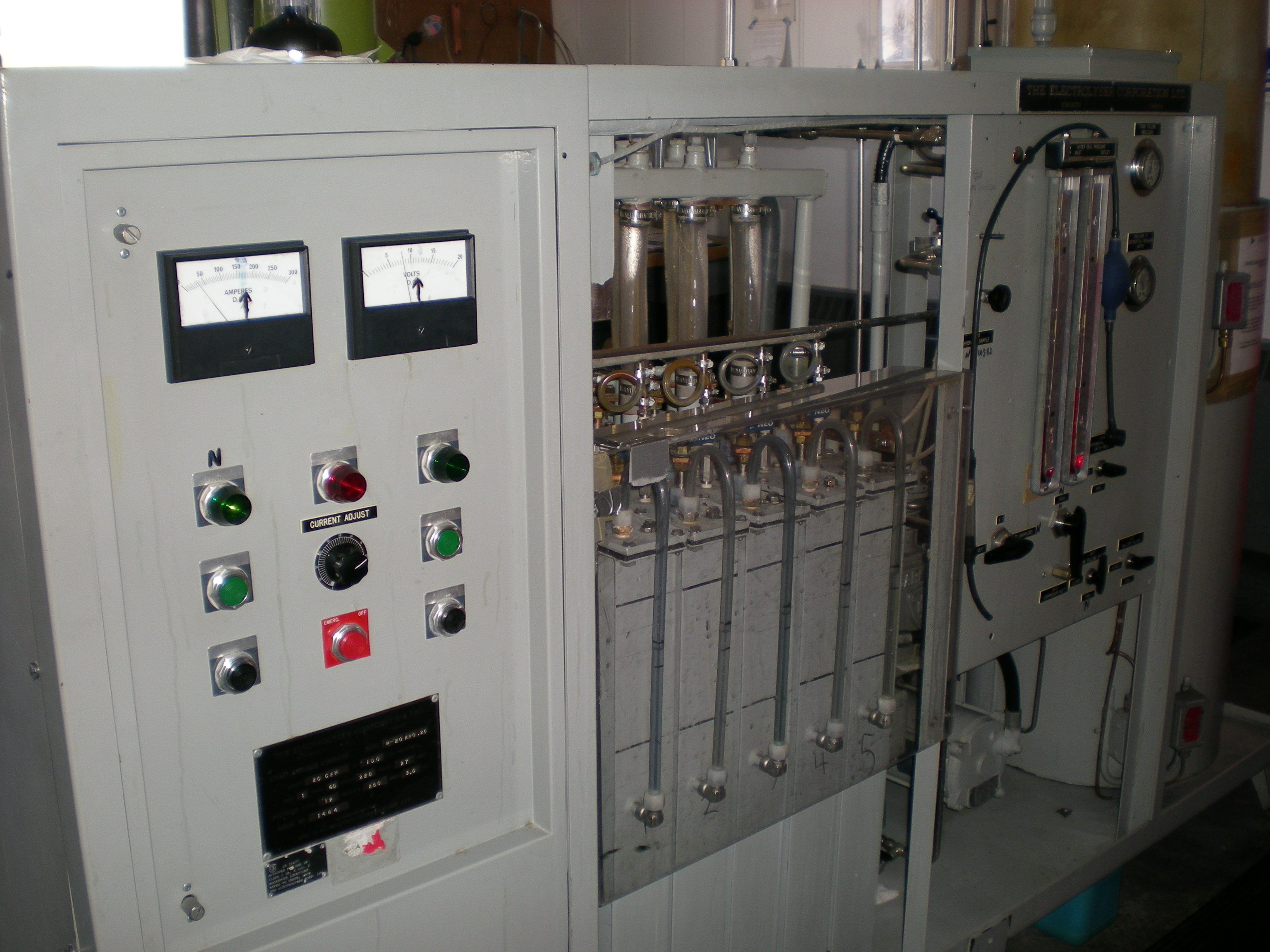
Передня частина електролізера з електричною панеллю на передньому плані

Електроліз води — це розкладання води (H2O) на кисень (O2) і водень (H2) під дією електричного струму, що пропускається через воду.

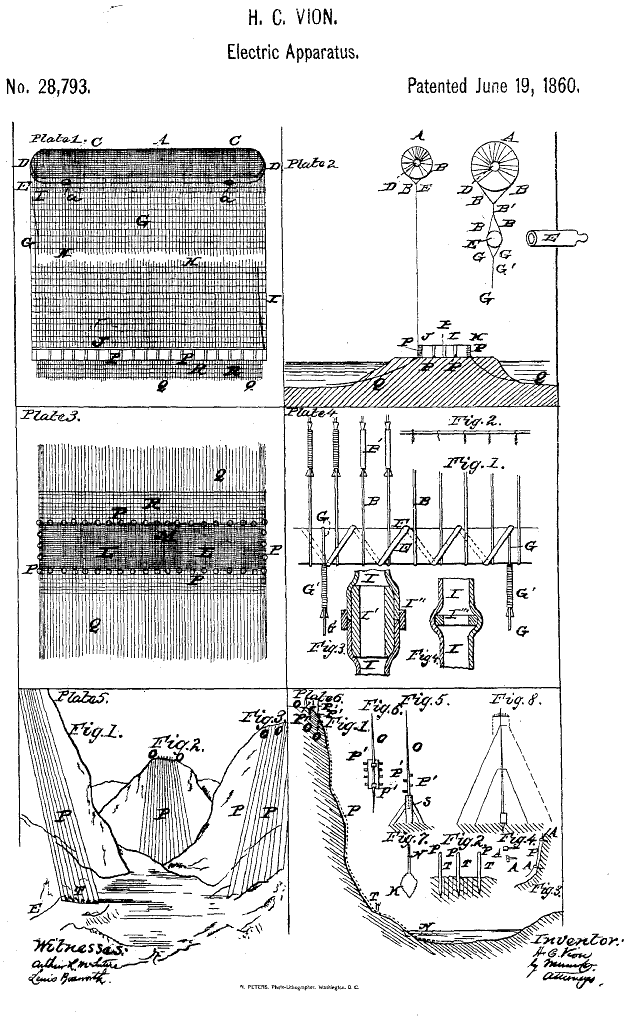
Використання атмосферної електрики для хімічної реакції, під час якої вода розділяється на кисень і водень. (Зображення: Vion, патент США 28793. Червень 1860 року.)

- Vion, U.S. Patent 28 793, «Покращений метод використання атмосферної електрики», червень 1860 р.

У схемах виробництва Power-to-Gas надлишкова потужність або позапікова потужність, створена вітровими генераторами або сонячними батареями, використовується для балансування навантаження енергетичної мережі шляхом зберігання та подальшого введення водню в мережу природного газу.

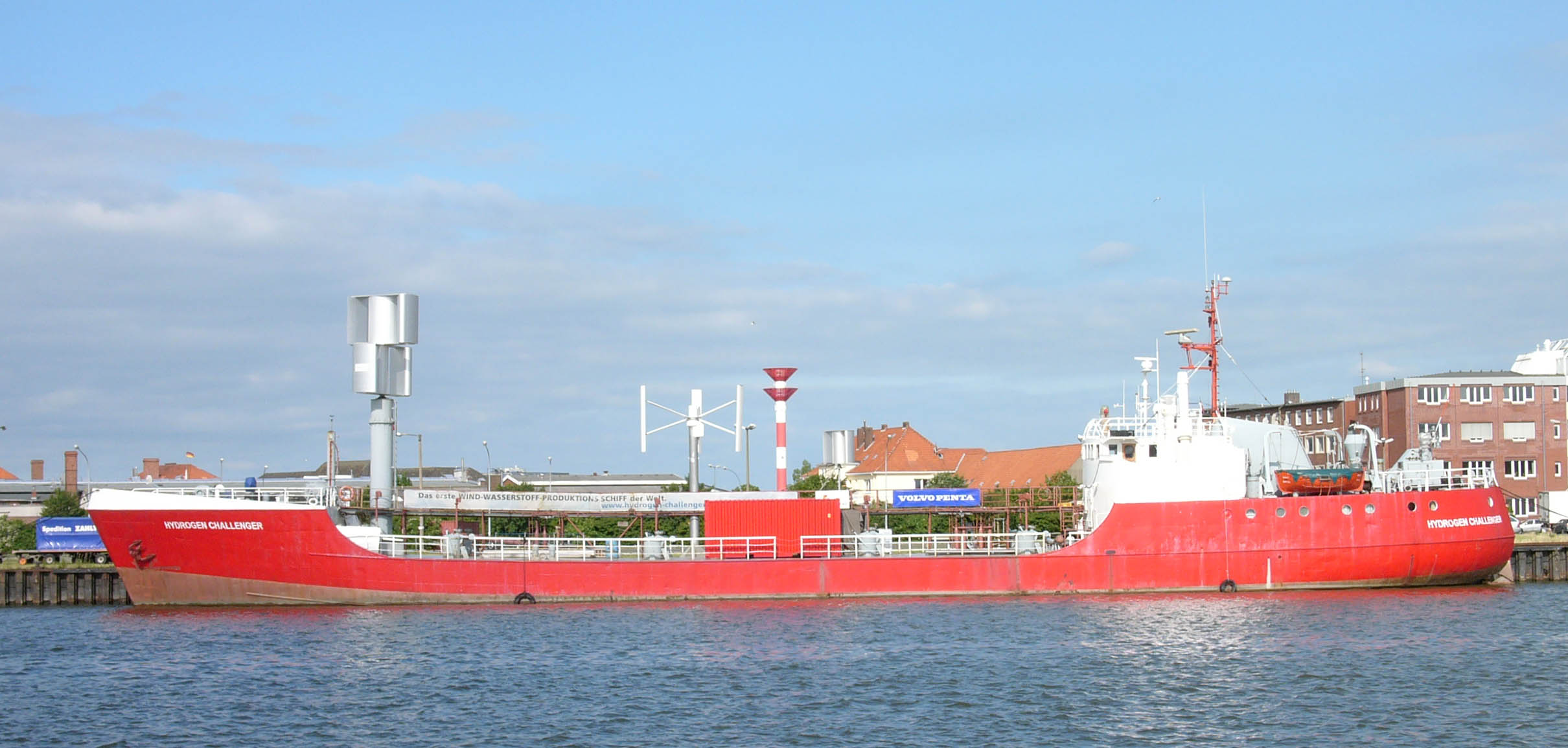
Судно електролізу води Hydrogen Challenger

Виробництво водню з води є енергоємним. Потенційні джерела електроенергії включають енергію ГЕС, вітрові турбіни або фотоелектричні елементи. Зазвичай споживана електроенергія є більш цінною, ніж вироблений водень, тому цей метод не отримав широкого застосування. На відміну від низькотемпературного електролізу, високотемпературний електроліз (ВТЕ) води перетворює більшу частину початкової теплової енергії в хімічну енергію (водень), потенційно подвоюючи ефективність приблизно до 50 %.  Оскільки частина енергії в ВТЕ постачається у вигляді тепла, менша частина енергії повинна перетворюватися двічі (з тепла в електрику, а потім в хімічну форму), і тому процес є більш ефективним. 
В даний час енергоефективність електролітичного розщеплення води становить 60 % — 70 %.

## Розщеплення води при фотосинтезі
Варіант розщеплення води відбувається під час фотосинтезу, але електрони направляються не до протонів, а до ланцюга транспортування електронів у фотосистемі II. Електрони використовуються для перетворення вуглекислого газу в цукор.
Коли фотосистема I стає фотозбудженою, ініціюються реакції переносу електронів, що призводить до відновлення ряду акцепторів електронів, зрештою NADP+ перетворюється на NADPH, а фотосистема I окислюється. Окислена фотосистема I захоплює електрони з фотосистеми II за допомогою ряду етапів із залученням таких агентів, як пластохінон, цитохроми та пластоціанін. Потім фотосистема II викликає окислення води, що призводить до виділення кисню, реакція каталізується кластерами CaMn4O5, вбудованими в складне білкове середовище; комплекс відомий як комплекс, що виділяє кисень (OEC).
При біологічному виробництві водню електрони, які виробляє фотосистема, направляються не до апарату хімічного синтезу, а до гідрогеназ, що призводить до утворення H2. Цей біоводень виробляється в біореакторі.

## Фотоелектрохімічне розщеплення води
Використання електроенергії, виробленої фотоелектричними системами, потенційно пропонує найчистіший спосіб виробництва водню, крім ядерної енергії, вітрової енергії, геотермальної енергії та гідроелектростанцій. Знову ж таки, вода розкладається на водень і кисень шляхом електролізу, але електрична енергія отримується за допомогою фотоелектрохімічного процесу. Цю систему також називають штучним фотосинтезом.

## Фотокаталітичне розщеплення води
Перетворення сонячної енергії на водень за допомогою процесу розщеплення води є способом отримання чистої та відновлюваної енергії. Цей процес може бути більш ефективним, якщо йому сприяють фотокаталізатори, зважені безпосередньо у воді, а не фотоелектрична або електролітична система, так що реакція відбувається в один етап.

## Радіоліз
Ядерне випромінювання регулярно розриває водні зв'язки. На золотому руднику Мпоненг, Південна Африка, дослідники знайшли в зоні природної високої радіації спільноту, де домінує новий філотип Desulfotomaculum, який живиться головним чином радіолітично виробленим H2. Відпрацьоване ядерне паливо також досліджується як потенційне джерело водню. 

## Порошок наногальванічного алюмінієвого сплаву
Було показано, що порошок алюмінієвого сплаву, винайдений дослідницькою лабораторією армії США в 2017 році, здатний виробляти газоподібний водень при контакті з водою або будь-якою рідиною, що містить воду, завдяки своїй унікальній нанорозмірній гальванічній мікроструктурі. Повідомляється, що він генерує водень на 100 відсотків від теоретичного виходу без потреби в будь-яких каталізаторах, хімікатах або зовнішній енергії.

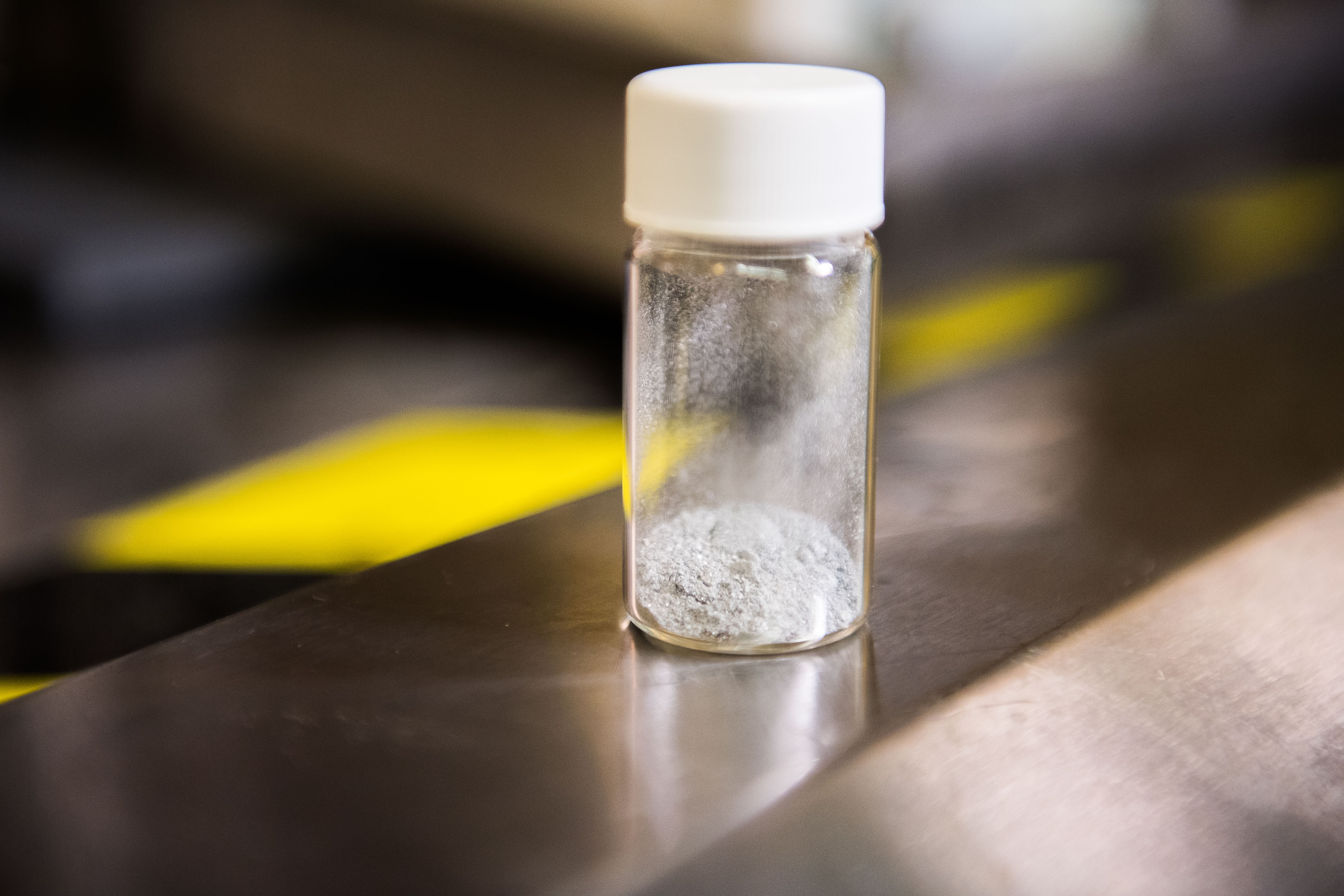
Наногальванічний порошок на основі алюмінію, розроблений дослідницькою лабораторією армії США

## Термічне розщеплення води
У процесі термолізу молекули води розщеплюються на атомарні компоненти водень і кисень. Наприклад, при 2200 °C приблизно три відсотки всієї H2O дисоціюють на різні комбінації атомів водню та кисню, переважно H, H2, O, O2 та OH. Інші продукти реакції, такі як H2O2 або HO2, залишаються незначними. При дуже високій температурі 3000 °C більше половини молекул води розкладається, але за температури навколишнього середовища лише одна молекула зі 100 трильйонів дисоціює під дією тепла. Високі температури та обмеження матеріалів завадили застосуванню цього підходу.

### Атомне тепло
Однією з побічних переваг ядерного реактора, який виробляє електроенергію та водень, є те, що він може переключати виробництво між ними двома. Наприклад, АЕС може виробляти електроенергію вдень і водень вночі, узгоджуючи профіль виробництва електроенергії з добовими коливаннями попиту. Якщо водень можна виробляти економічно, ця схема буде вигідно конкурувати з існуючими схемами накопичення енергії в мережі. Більше того, у Сполучених Штатах є достатній попит на водень, щоб такі станції могли впоратися з усім щоденним піком вироблення.
Гібридний термоелектричний мідно-хлорний цикл — це когенераційна система, яка використовує відпрацьоване тепло ядерних реакторів, зокрема надкритичного водяного реактора CANDU.

### Сонячне тепло
Високих температур, необхідних для розщеплення води, можна досягти за допомогою концентрації сонячної енергії. Hydrosol-2 — пілотна установка потужністю 100 кіловат на Plataforma Solar de Almería в Іспанії, яка використовує сонячне світло для отримання необхідних від 800 до 1200 °C для розщеплення води. Hydrosol II працює з 2008 року. Конструкція цієї пілотної установки потужністю 100 кіловат базується на модульній концепції. У результаті можливо, що цю технологію можна буде легко розширити до мегаватного діапазону, збільшивши кількість доступних реакторних установок і підключивши станцію до полів геліостатів (полів дзеркал для відстеження сонця) відповідного розміру.
Матеріальні обмеження через необхідні високі температури зменшуються завдяки конструкції мембранного реактора з одночасним вилученням водню та кисню, який використовує певний температурний градієнт і швидку дифузію водню. Завдяки концентрованому сонячному світлу як джерелу тепла та лише воді в реакційній камері утворювані гази є дуже чистими, а єдиним можливим забруднювачем є вода. «Solar Water Cracker» з концентратором близько 100 м² може виробляти майже один кілограм водню за годину сонячного світла.

## Дослідження
Проводяться дослідження фотокаталізу, прискорення фотореакції в присутності каталізатора. Його розуміння стало можливим з моменту відкриття електролізу води за допомогою діоксиду титану. Штучний фотосинтез — це область досліджень, яка намагається відтворити природний процес фотосинтезу, перетворюючи сонячне світло, воду та вуглекислий газ на вуглеводи та кисень. Нещодавно вдалося розщепити воду на водень і кисень за допомогою штучної сполуки під назвою нафіон.
Високотемпературний електроліз (також ВТЕ або паровий електроліз) — це метод, який зараз досліджується для отримання водню з води з киснем як побічним продуктом. Інші дослідження включають термоліз на дефектних вуглецевих субстратах, що робить можливим виробництво водню при температурах трохи нижче 1000 °C.
Залізо-оксидний цикл — це серія термохімічних процесів, які використовуються для виробництва водню. Цикл оксиду заліза складається з двох хімічних реакцій, чистим реагентом яких є вода, а чистими продуктами — водень і кисень. Всі інші хімікати переробляються. Залізо-оксидний цикл вимагає ефективного джерела тепла.
Сірко-йодний цикл (SI) — це серія термохімічних процесів, які використовуються для виробництва водню. Цикл SI складається з трьох хімічних реакцій, чистим реагентом яких є вода, а чистими продуктами — водень і кисень. Всі інші хімікати переробляються. Сірко-йодний цикл вимагає ефективного джерела тепла.
Більше 352 термохімічних циклів було описано для розщеплення води або термолізу. Ці цикли обіцяють виробництво кисню та водню з води та тепла без використання електрики. Оскільки вся вхідна енергія для таких процесів є теплом, вони можуть бути ефективнішими, ніж високотемпературний електроліз. Це пояснюється тим, що ефективність виробництва електроенергії за своєю суттю обмежена. Термохімічне виробництво водню з використанням хімічної енергії з вугілля або природного газу зазвичай не розглядається, оскільки прямий хімічний шлях більш ефективний.
Для всіх термохімічних процесів сумарною реакцією є реакція розкладання води:
{\displaystyle {\ce {2H2O <=>[{\ce {Heat}}] 2H2{}+ O2}}}
Всі інші реагенти переробляються. Жоден із термохімічних процесів виробництва водню не був продемонстрований на виробничих рівнях, хоча деякі з них були продемонстровані в лабораторіях.
Також проводяться дослідження життєздатності наночастинок і каталізаторів для зниження температури, при якій вода розщеплюється.
Нещодавно було показано, що матеріали на основі металоорганічної структури (MOF) є дуже перспективним кандидатом для розщеплення води за допомогою дешевих перехідних металів першого ряду.
Дослідження зосереджено на таких циклах:
| Термохімічний цикл                                       | Ефективність (питома теплота згоряння) | Температура (°C/F)  |
| -------------------------------------------------------- | -------------------------------------- | ------------------- |
| Цикл оксиду церію(IV) - оксиду церію(III) (CeO2 /Ce2O3)  | ? %                                    | 2 000 °C (3 630 °F) |
| Гібридний сірчаний цикл (HyS)                            | 43 %                                   | 900 °C (1 650 °F)   |
| Сірко-йодний цикл (SI)                                   | 38 %                                   | 900 °C (1 650 °F)   |
| Цикл сульфату кадмію                                     | 46 %                                   | 1 000 °C (1 830 °F) |
| Цикл сульфату барію                                      | 39 %                                   | 1 000 °C (1 830 °F) |
| Цикл сульфату марганцю                                   | 35 %                                   | 1 100 °C (2 010 °F) |
| Цинк-цинк-оксидний цикл (Zn/ZnO)                         | 44 %                                   | 1 900 °C (3 450 °F) |
| Гібридний кадмієвий цикл                                 | 42 %                                   | 1 600 °C (2 910 °F) |
| Цикл карбонату кадмію                                    | 43 %                                   | 1 600 °C (2 910 °F) |
| Залізо-оксидний цикл ({\displaystyle {\ce {Fe3O4/FeO}}}) | 42 %                                   | 2 200 °C (3 990 °F) |
| Натрій марганцевий цикл                                  | 49 %                                   | 1 560 °C (2 840 °F) |
| Нікель марганцевий феритовий цикл                        | 43 %                                   | 1 800 °C (3 270 °F) |
| Цинк марганцевий феритний цикл                           | 43 %                                   | 1 800 °C (3 270 °F) |
| Мідно-хлорний цикл (Cu-Cl)                               | 41 %                                   | 550 °C (1 022 °F)   |